# Promi Game Night
Promi Game Night – Wir spielen für deinen Traum ist eine Spielshow, welche der deutsche Fernsehsender RTL Zwei 2023 als Adaption der US-amerikanischen Sendung Hollywood Game Night auflegte. Unter der Moderation von Caroline Frier gab es bislang vier Ausgaben.

## Konzept
In einem als Wohnzimmer gestalteten Studio spielen zwei Teams aus je einem nichtprominenten Kandidaten – gleichzeitig Teamkapitän – und zwei Promis gegeneinander. In fünf Ratespielen gilt es zunächst, mit möglichst vielen richtigen Antworten Punkte zu sammeln. Im anschließenden Finale spielt das vorne liegende Team um bis zu 10.000 Euro, womit sich der Kandidat einen Wunsch erfüllen kann.   

## Episoden
| Folge | Datum        | Die Prominenten neben den acht Kandidaten | Die Prominenten neben den acht Kandidaten | Die Prominenten neben den acht Kandidaten | Die Prominenten neben den acht Kandidaten |
| Folge | Datum        | Team 1                                    | Team 1                                    | Team 2                                    | Team 2                                    |
| ----- | ------------ | ----------------------------------------- | ----------------------------------------- | ----------------------------------------- | ----------------------------------------- |
| 1     | 4. Mai 2023  | Lisa Feller                               | Martin Klempnow                           | Lola Weippert                             | Mathias Mester                            |
| 2     | 11. Mai 2023 | Sonya Kraus                               | Detlef Steves                             | Sabrina Mockenhaupt                       | Simon Pearce                              |
| 3     | 18. Mai 2023 | Maria Clara Groppler                      | Özcan Cosar                               | Jasmin Schwiers                           | Jan van Weyde                             |
| 4     | 25. Mai 2023 | Cristina do Rego                          | Axel Stein                                | Bella Lesnik                              | Lutz van der Horst                        |